# Macerio
Macerio es un género de arañas araneomorfas de la familia Miturgidae. Se encuentra en Chile y Argentina.

## Lista de especies
Según The World Spider Catalog 12.0:
- Macerio chabon Ramírez, 1997
- Macerio conguillio Ramírez, 1997
- Macerio flavus (Nicolet, 1849)
- Macerio lanin Bonaldo & Brescovit, 1997
- Macerio nicoleti (Mello-Leitão, 1951)
- Macerio nublio Bonaldo & Brescovit, 1997
- Macerio pichono Bonaldo & Brescovit, 1997
- Macerio pucalan Ramírez, 1997